# Can Viver de Torrebonica
Can Viver de Torrebonica és una antiga masia convertida, al segle xx, en sanatori i granja agrícola. Situada al veïnat de Torrebonica, és un monument del municipi de Terrassa protegit com a bé cultural d'interès local.

## Descripció
Es tracta d'un edifici de grans proporcions, de planta rectangular, format per planta baixa i tres pisos. És de composició clàssica i simètrica.
El cos central presenta una part que sobresurt de la línia de la façana i està flanquejat per dues grans torres de coberta piramidal. Al cim sobresurt la coberta d'una lluerna amb cúpula que remata aquest cos central.
La planta baixa presenta una galeria d'arcs de mig punt, on es troba l'accés principal. Les plantes superiors presenten obertures rectangulars de confecció contemporània.
L'edifici s'estén en ambdós costats amb altres cossos adjacents i de la mateixa factura; a la part dreta s'hi aixeca una capella de regust barroc. El tractament de les façanes és amb estuc de color cremat i esgrafiats (sobretot a la capella) de factura contemporània.

## Història

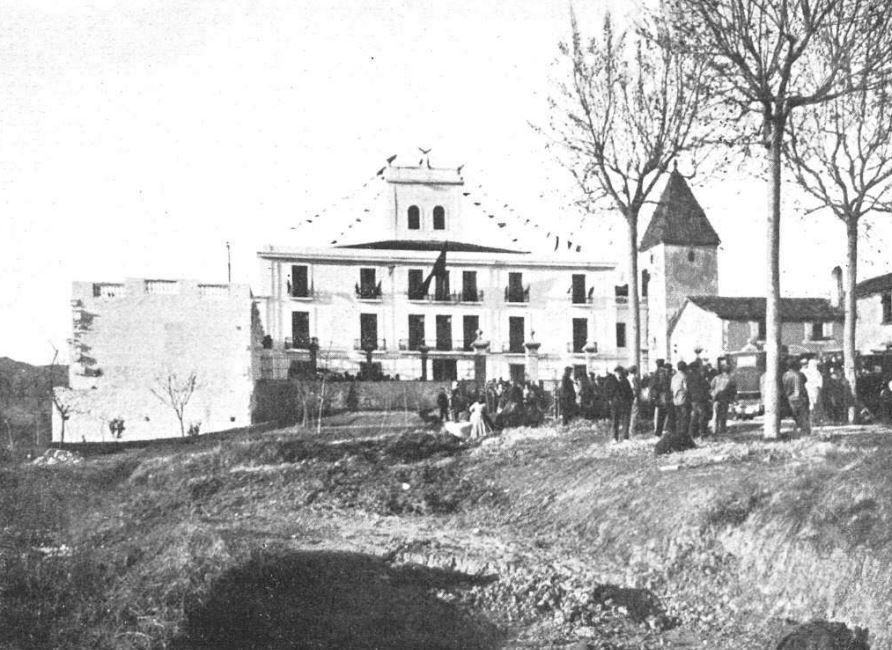
El Sanatori de Torrebonica el 1911

L'antic mas de Can Viver de Torrebonica fou modificat per l'arquitecte Josep Domènech i Mansana per al nou ús com a sanatori de tuberculosos Mare de Déu de Montserrat, creat el 1911, al voltant del qual s'hi van desenvolupar diversos horts i s'hi van aixecar algunes cases. La menció documental que tenim com a més antiga és del segle xiii, quan se'n deia Can Barba. Posteriorment va tenir diferents amos i, per tant, diferents noms. S'anomenà també Mas Botet, i Mas Maduxer.
Tots aquests terrenys de l'antic mas de Can Viver de Torrebonica van ser cedits a l'Obra Social de la Caixa el 1922 i, un cop el sanatori va deixar de funcionar, el 1999 l'Ajuntament de Terrassa els va requalificar i van ser adquirits l'any 2000 pel Reial Club de Golf El Prat, que hi ha construït les seves noves instal·lacions, ja que la seu original era als terrenys on ara hi ha la tercera pista de l'aeroport del Prat. El 2010 la Fundació Sant Llàtzer de Terrassa va comprar la finca de Torrebonica a la Caixa, on és previst de fer-hi el campus universitari de ciències de la salut del Consorci Sanitari de Terrassa.